# Ted Lasso
Ted Lasso es una serie de televisión de comedia deportiva desarrollada por Bill Lawrence, Jason Sudeikis, Joe Kelly y Brendan Hunt, basada en un personaje del mismo nombre que Sudeikis interpretó en una serie de comerciales para la promoción de la Premier League en el canal NBC Sports. El programa sigue a Ted Lasso, un entrenador de fútbol americano universitario que es contratado para entrenar a un equipo de fútbol inglés cuya dueña secretamente espera que su inexperiencia lo lleve al fracaso, pero cuyo liderazgo campechano y optimista resulta inesperadamente exitoso.
La serie se estrenó el 14 de agosto del 2020 en Apple TV+, con tres episodios seguidos por entregas semanales. Cinco días después de su debut, la serie fue renovada para una segunda temporada, y en octubre de 2020, para una tercera temporada, estrenada el 15 de marzo de 2023. En marzo de 2025, fue renovada para una cuarta temporada.
La serie ha recibido elogios de la crítica, con elogios especiales por sus actuaciones (en particular, Sudeikis, Hannah Waddingham, Phil Dunster, Brett Goldstein y Juno Temple), humor, escritura, temas y tono edificante. Entre otros reconocimientos, su primera temporada fue nominada a 20 premios Primetime Emmy, convirtiéndose en la comedia de primera temporada más nominada en la historia de los Emmy. Sudeikis, Waddingham y Goldstein ganaron por sus actuaciones, y la serie ganó el premio Primetime Emmy 2021 a la mejor serie de comedia. Sudeikis también ganó el Globo de Oro al Mejor Actor - Serie de Televisión Musical o Comedia y el Premio del Sindicato de Actores a la Mejor Actuación de un Actor Masculino en una Serie de Comedia.

## Argumento
El entrenador de fútbol americano Ted Lasso es contratado para entrenar un equipo de futbol, el AFC Richmond, que juega en la Premier League —la máxima categoría de fútbol en Inglaterra— a pesar de no tener ninguna experiencia en clubes de primer nivel y menos en un equipo de fútbol. La propietaria del equipo, Rebecca Welton, quien adquirió la propiedad del equipo tras divorciarse de su exmarido infiel, Rupert, ha contratado a Lasso en secreto con la esperanza de que cause la caída del equipo y devaste a Rupert, a quien le importaba más el AFC Richmond que cualquier otra cosa. El encanto, la personalidad y el humor de Ted comienzan a ganarse a Rebecca, el equipo y aquellos que se habían mostrado escépticos sobre su nombramiento.

## Reparto

### Principal
- Jason Sudeikis como Ted Lasso, un entrenador de fútbol americano quién dirigió el Wichita Estatal Shockers a una División II Campeonato de Asociación Atlético Colegial Nacional. Es contratado para entrenar AFC Richmond, un equipo de fútbol. Es muy amigable y con una personalidad muy jovial, pero es visto como no calificado para dirigir un club en el más alto nivel. Le encanta entrenar y se preocupa más por las personas que por ganar.
- Hannah Waddingham como Rebecca Welton, la nueva dueña del AFC Richmond que le fue otorgado en el divorcio. Quiere arruinar el equipo porque es la cosa única que su exmarido ama.
- Jeremy Swift como Leslie Higgins, el director de operaciones del equipo, está ayudando a Welton a arruinar el equipo, pero quién despacio se pone del lado del simpático Ted.
- Phil Dunster como Jamie Tartt, una joven promesa con un futuro prominente, delantero a préstamo del Manchester City. Ególatra, está en contra de las nuevas cosas que propone Ted, bajando la moral del equipo.
- Brett Goldstein como Roy Kent, un veterano, siempre con cara de cabreo, juega de centrocampista completo, ganó la UEFA Liga de Campeones con FC Chelsea hace ocho años.
- Brendan Hunt, como el entrenador Beard, es el ayudante del entrenador, ha trabajado mucho tiempo con Ted, taciturno, ayudante y amigo.
- Nick Mohammed como Nathan "Nate' Shelley, el utilero del equipo quién carece de confianza pero sabe mucho acerca del fútbol. Ted Le llama «Nate el Grande» y  se involucra más con los entrenadores.
- Juno Temple como Keeley Jones, una modelo quién trabaja para AFC Richmond y es la novia de Jamie.
- Sarah Niles como la Dra. Sharon Fieldstone (temporada 2; recurrente temporada 3)
- Anthony Head como Rupert Mannion (temporada 3; recurrente temporada 1; invitado temporada 2), el exesposo infiel de Rebecca y antiguo dueño del AFC Richmond.
- Toheeb Jimoh como Sam Obisanya (temporada 3; recurrente temporadas 1–2), un joven lateral derecho que viene proveniente de Nigeria y que está luchando para encontrar su fútbol y vencer la nostalgia.
- Cristo Fernández como Dani Rojas (temporada 3; recurrente temporadas 1–2), un jugador joven quien une AFC Richmond. Aparte de ser alegre y entusiasta, es un talentoso futbolista, haciendo que Jamie se sienta acechado. Él le reemplazará como la estrella del equipo.
- Kola Bokinni como Isaac McAdoo (temporada 3; recurrente temporadas 1–2), el vicecapitán del AFC Richmond.
- Billy Harris como Colin Hughes (temporada 3; recurrente temporadas 1–2), un jugador joven.
- James Lance como Trent Crimm (temporada 3; recurrente temporadas 1–2), un reportero escéptico para El Independiente quien es muy crítico de los métodos de Ted pero es tocado por su compasión.

### Recurrentes
- Stephen Manas como Richard Montlaur, un jugador francés joven.
- Moe Jeudy-Lamour como Thierry Zoreaux, jugador canadiense del Richmond
- David Elsendoorn como Jan Mass, jugador de Países Bajos del Richmond caracterizado por ser demasiado sincero
- Annette Badland como Mae Green, propietaria de un Pub donde se apoya al Richmond.
- Adam Colborne como Baz Primrose, Bronson Webb como Jeremy Blumenthal y Kevin Carry como Paul La Fleur, tres amigos y grandes aficionados del Richmond que se reúnen en el Pub de Mae.
- Elodie Bloomfield como Phoebe, la sobrina de Roy Kent.
- Ellie Taylor como Flo "Pícara" Collins, amiga de infancia de Rebecca
- Gus Turner como Henry Lasso, el hijo de Ted.
- Keeley Hazell como Bex, la nueva novia de Rupert.
- Andrea Anders como Michelle Lasso, la esposa de Ted, quien le pidió distancia en su relación.

### Invitados
- Kieran O'Brien como James Tartt, padre de Jamie Tartt.
- Jimmy Akingbola como Ollie, conductor de Ted cuando arriba a Inglaterra, también trabaja en un restaurante de comida india.
- Rebecca Lowe y Jermaine Jenas como ellos mismos, presentadores y expertos en el programa Resumen de la Premier League.
- Thierry Henry y Gary Lineker como ellos mismos, como expertos en fútbol durante todo el espectáculo.
- Peter Crouch, Tom Fordyce y Chris Stark, que son miembros de That Peter Crouch Podcast, se escuchan en un programa de radio que describe los acontecimientos actuales en Richmond.
- Kasali Casal, Lee Hendrie, Jermaine Pennant, George Elokobi y Jay Bothroyd como jugadores rivales.
- Pep Guardiola como él mismo, entrenador del Manchester City.

## Episodios
| Temporada | Temporada | Episodios | Episodios | Lanzamiento original | Lanzamiento original |
| Temporada | Temporada | Episodios | Episodios | Primera emisión      | Última emisión       |
| --------- | --------- | --------- | --------- | -------------------- | -------------------- |
|           | 1         | 10        | 10        | 14 de agosto de 2020 | 2 de octubre de 2020 |
|           | 2         | 12        | 12        | 23 de julio de 2021  | 8 de octubre de 2021 |
|           | 3         | 12        | 12        | 15 de marzo de 2023  | 31 de mayo de 2023   |

### Primera temporada (2020)
| N.º en serie | N.º en temp. | Título                                                              | Dirigido por   | Escrito por                                                                                                   | Fecha de lanzamiento original |
| ------------ | ------------ | ------------------------------------------------------------------- | -------------- | --- | ----------------------------- |
| 1            | 1            | «Pilot» «Piloto»                                                    | Tom Marshall   | Historia de: Jason Sudeikis, Bill Lawrence, Brendan Hunt y Joe Kelly Guion de: Jason Sudeikis y Bill Lawrence | 14 de agosto de 2020          |
| 2            | 2            | «Biscuits» «Galletas»                                               | Zach Braff     | Historia de: Brendan Hunt y Jason Sudeikis Guion de: Joe Kelly                                                | 14 de agosto de 2020          |
| 3            | 3            | «Trent Crimm: The Independent»                                      | Tom Marshall   | Jane Becker                                                                                                   | 14 de agosto de 2020          |
| 4            | 4            | «For the Children» «Por los niños»                                  | Tom Marshall   | Jamie Lee | 21 de agosto de 2020          |
| 5            | 5            | «Tan Lines» «Líneas de bronceado»                                   | Elliot Hegarty | Brett Goldstein                                                                                               | 28 de agosto de 2020          |
| 6            | 6            | «Two Aces» «Dos ases»                                               | Elliot Hegarty | Bill Wrubel                                                                                                   | 4 de septiembre de 2020       |
| 7            | 7            | «Make Rebecca Great Again» «Haz que Rebecca vuelva a ser grandiosa» | Declan Lowney  | Historia de: Joe Kelly y Brendan Hunt Guion de: Jason Sudeikis                                                | 11 de septiembre de 2020      |
| 8            | 8            | «The Diamond Dogs» «Los perros de diamante»                         | Declan Lowney  | Leann Bowen                                                                                                   | 18 de septiembre de 2020      |
| 9            | 9            | «All Apologies» «Todas las disculpas»                               | MJ Delaney     | Phoebe Walsh                                                                                                  | 25 de septiembre de 2020      |
| 10           | 10           | «The Hope That Kills You» «La esperanza que te mata»                | MJ Delaney     | Historia de: Joe Kelly y Jason Sudeikis Guion de: Brendan Hunt                                                | 2 de octubre de 2020          |

### Segunda temporada (2021)
| N.º en serie | N.º en temp. | Título                                                                 | Dirigido por  | Escrito por                 | Fecha de lanzamiento original |
| ------------ | ------------ | ---------------------------------------------------------------------- | ------------- | --------------------------- | ----------------------------- |
| 11           | 1            | «Goodbye Earl» «Adiós, Earl»                                           | Declan Lowney | Brendan Hunt                | 23 de julio de 2021           |
| 12           | 2            | «Lavender» «Lavanda»                                                   | Declan Lowney | Leann Bowen                 | 30 de julio de 2021           |
| 13           | 3            | «Do the Right-est Thing» «Lo mejor que puedas»                         | Ezra Edelman  | Ashley Nicole Black         | 6 de agosto de 2021           |
| 14           | 4            | «Carol of the Bells» «El villancico»                                   | Declan Lowney | Joe Kelly                   | 13 de agosto de 2021          |
| 15           | 5            | «Rainbow» «Arco iris»                                                  | Erica Dunton  | Bill Wrubel                 | 20 de agosto de 2021          |
| 16           | 6            | «The Signal» «La señal»                                                | Erica Dunton  | Brett Goldstein             | 27 de agosto de 2021          |
| 17           | 7            | «Headspace» «Estado mental»                                            | Matt Lipsey   | Phoebe Walsh                | 3 de septiembre de 2021       |
| 18           | 8            | «Man City»                                                             | Matt Lipsey   | Jamie Lee                   | 10 de septiembre de 2021      |
| 19           | 9            | «Beard After Hours» «Beard después del trabajo»                        | Sam Jones     | Brett Goldstein y Joe Kelly | 17 de septiembre de 2021      |
| 20           | 10           | «No Weddings and a Funeral» «Cero bodas y un funeral»                  | MJ Delaney    | Jane Becker                 | 24 de septiembre de 2021      |
| 21           | 11           | «Midnight Train to Royston» «Tren nocturno a Royston»                  | MJ Delaney    | Sasha Garron                | 1 de octubre de 2021          |
| 22           | 12           | «Inverting the Pyramid of Success» «Invirtiendo la pirámide del éxito» | Declan Lowney | Jason Sudeikis y Joe Kelly  | 8 de octubre de 2021          |

### Tercera temporada (2023)
| N.º en serie | N.º en temp. | Título                                                       | Dirigido por     | Escrito por                                                    | Fecha de lanzamiento original |
| ------------ | ------------ | ------------------------------------------------------------ | ---------------- | -------------------------------------------------------------- | ----------------------------- |
| 23           | 1            | «Smells Like Mean Spirit» «El espíritu de la burla»          | MJ Delaney       | Leann Bowen                                                    | 15 de marzo de 2023           |
| 24           | 2            | «(I Don't Want to Go to) Chelsea» «(No quiero ir a) Chelsea» | MJ Delaney       | Sasha Garron                                                   | 22 de marzo de 2023           |
| 25           | 3            | «4-5-1»                                                      | Destiny Ekaragha | Bill Wrubel                                                    | 29 de marzo de 2023           |
| 26           | 4            | «Big Week» «Semana importante»                               | Destiny Ekaragha | Brett Goldstein                                                | 5 de abril de 2023            |
| 27           | 5            | «Signs» «Señales»                                            | Matt Lipsey      | Jamie Lee                                                      | 12 de abril de 2023           |
| 28           | 6            | «Sunflowers» «Girasoles»                                     | Matt Lipsey      | Historia de: Joe Kelly y Jason Sudeikis Guion de: Brendan Hunt | 19 de abril de 2023           |
| 29           | 7            | «The Strings That Bind Us» «Las cuerdas que nos atan»        | Matt Lipsey      | Phoebe Walsh                                                   | 26 de abril de 2023           |
| 30           | 8            | «We'll Never Have Paris» «Jamás tendremos París»             | Erica Dunton     | Keeley Hazell y Dylan Marron                                   | 3 de mayo de 2023             |
| 31           | 9            | «La Locker Room Aux Folles» «El vestidor aux folles»         | Erica Dunton     | Chuck Hayward                                                  | 10 de mayo de 2023            |
| 32           | 10           | «International Break» «Internacionales»                      | Matt Lipsey      | Jane Becker                                                    | 17 de mayo de 2023            |
| 33           | 11           | «Mom City» «Mamanchester City»                               | Declan Lowney    | Historia de: Brendan Hunt y Jason Sudeikis Guion de: Joe Kelly | 24 de mayo de 2023            |
| 34           | 12           | «So Long, Farewell» «Adiós, nos vemos»                       | Declan Lowney    | Brendan Hunt, Joe Kelly y Jason Sudeikis                       | 31 de mayo de 2023            |

## Producción

### Desarrollo
Sudeikis interpretó originalmente al personaje homónimo en 2013 como parte de una serie de anuncios de televisión para NBC Sports promocionando su cobertura de la Premier League, en la que Lasso aparece como el nuevo entrenador del Tottenham Hotspur F.C.

Aproximadamente en 2015, la entonces novia de Sudeikis, Olivia Wilde, sugirió que volviera a visitar al personaje, tal vez en una historia en la que Lasso encontró un cambio de dirección en su carrera. Mientras que el Lasso original era más ampliamente cómico y, como lo describió Sudeikis, "beligerante", decidió hacer que Lasso fuera más comprensivo con la serie de televisión, explicando el motivo para hacerlo en una entrevista de mayo de 2023:
Era la cultura en la que vivíamos. No soy muy activo en línea e incluso me afectó. Luego tenemos a Donald Trump bajando por las escaleras mecánicas . Yo estaba como, 'Está bien, esto es una tontería', y luego lo que desbloqueó en la gente... Odiaba cómo la gente no se escuchaba una a otra. Las cosas se volvieron muy binarias y no creo que así sea como funciona el mundo. Y, como padres primerizos (tuvimos a nuestro hijo Otis en 2014), pensé: 'Vaya, no quiero añadir nada más a esto'. Sí, simplemente no quería retratarlo.
 La serie fue ordenada en octubre de 2019 por Apple TV+, con Jason Sudeikis retomando su papel como Lasso. El productor de televisión y creador de Scrubs Bill Lawrence fue contratado para trabajar en una serie de televisión basada en el personaje en 2017. La serie es copropiedad de Warner Bros. Television, donde tiene su sede la productora de Lawrence, Doozer, y que controla los derechos de distribución lineal de la serie, y Universal Television, filial de NBC, que es un "socio pasivo".
El 19 de agosto de 2020, la serie fue renovada para una segunda temporada de 10 episodios. Más tarde se confirmó que la segunda temporada se había ampliado a 12 episodios. El 28 de octubre de 2020, la serie fue renovada para una tercera temporada. En un episodio del podcast revisionado de Scrubs, Fake Doctors, Real Friends with Zach + Donald, Lawrence indicó que Ted Lasso probablemente sería un "programa de tres temporadas" debido a la disponibilidad limitada de Sudeikis más allá de la tercera temporada, y que la historia tenía una resolución planificada dentro de esas tres temporadas. En junio de 2022, Brett Goldstein también comentó que la serie terminaría después de tres temporadas: "La estamos escribiendo así". En marzo de 2023, Sudeikis dijo que la tercera temporada "es el final de esta historia que queríamos contar", y que hay posibilidades de spin-offs. En una entrevista publicada en agosto de 2023, Declan Lowney, quien dirigió varios episodios de la serie, reiteró que la tercera temporada era "el final por ahora" y que pasarían "dos o tres años [desde el rodaje de la temporada] antes de que suceda algo, si sucede algo".
En octubre de 2021, Apple TV+ llegó a un acuerdo de licencia con la Premier League por un valor de hasta £ 500 000 (alrededor de $ 682 000) para que la serie presentara los logotipos, las equipaciones y el trofeo de la liga a partir de la tercera temporada. El 6 de marzo de 2022, un día antes de que comenzara el rodaje de la temporada 3, Nike, Inc. publicó en su cuenta oficial de Twitter una foto de su logotipo Swoosh incorporado en un uniforme del AFC Richmond, lo que implica que la producción del programa había alcanzado un tratar con la compañía para actuar como el fabricante de kits "oficiales" del club ficticio en episodios futuros.
Algunas fuentes han notado las muchas similitudes entre el personaje de Ted Lasso y Terry Smith, un entrenador en jefe de fútbol americano que se convirtió en el primer estadounidense en ser entrenador de un club de fútbol inglés profesional. AppleMagazine.com (que no está afiliada a Apple Inc.) escribe que la serie "en realidad se inspiró en la historia de Terry Smith, un entrenador de fútbol americano que se hizo cargo del equipo inglés" Chester City y posteriormente se instaló como entrenador del primer equipo".

### Escritura
Los actores de la serie Brett Goldstein y Brendan Hunt también se unieron al equipo de guionistas junto con Sudeikis como el segundo y tercer miembro del elenco principal en hacerlo. Si bien Hunt y Sudeikis fueron parte del elenco y del equipo de redacción desde el principio, Goldstein fue inicialmente escritor y editor de historias. Fue solo después de enviar una audición en video de algunas escenas de Roy Kent al showrunner, Bill Lawrence, que llevó al casting de Goldstein. 
Los episodios "Carol of the Bells" y "Beard After Hours" fueron los dos episodios desarrollados cuando la segunda temporada se amplió en dos episodios, ajustándose a la continuidad de la segunda temporada sin afectar las historias de los episodios escritos.

### Casting
Theo Park es el director de casting de la serie. Nick Mohammed, quien interpreta a Nate Shelley, originalmente audicionó para el papel de Leslie Higgins, que al final fue para Jeremy Swift.  Park presionó para que Phil Dunster desempeñara el papel de Jamie Tartt, a pesar de que originalmente se suponía que el personaje era de América Latina y era interpretado por Cristo Fernández.  El personaje de Sam Obisanya originalmente iba a ser de ascendencia ghanesa, pero el personaje fue cambiado después del casting de Toheeb Jimoh. En marzo de 2021, Sarah Niles fue elegida como la Dra. Sharon Fieldstone, psicóloga deportiva del AFC Richmond en un papel principal para la segunda temporada. Sobre el casting de Niles, Park dijo que "Era realmente importante con ese papel que [Niles] tuviera una sensación real de seguridad y casi completamente imperturbable".  Kiki May interpretó a Nora, la hija adolescente de Sassy, de forma recurrente durante la segunda temporada.  El casting para la tercera temporada estaba programado para comenzar a finales de 2021.  Jodi Balfour fue elegida como Jack, un capitalista de riesgo, en una capacidad recurrente para la tercera temporada en abril de 2022.

### Comercialización
En marzo de 2021, Bill Lawrence reveló que la mercancía oficial de Ted Lasso estaría a la venta antes del estreno de la segunda temporada.  La mercancía, incluidas las camisetas de fútbol, estuvo disponible en junio de 2021.
En 2023, coincidiendo con el lanzamiento de la temporada 3, Nike lanzó una gama completa de productos del AFC Richmond, incluidas camisetas, sudaderas con capucha, chándales y camisetas de práctica.

## Recepción

### Temporada 1
El portal Rotten Tomatoes experto en críticas, le dio una calificación de 92% de «frescura» basado en 74 revisiones, con una calificación promedio de 8.2/10. El consenso de los críticos dice: «Cálido y encantador, si no particularmente hilarante, Ted Lasso desarrolla su premisa promocional con un optimismo implacable y un giro encantador de Jason Sudeikis». Por su parte Metacritic le dio un puntaje de 71 sobre 100, basándose en 21 reseñas, generalmente positivas.

### Temporada 2
La segunda temporada fue recibida con elogios de la crítica. Rotten Tomatoes reportó una calificación de aprobación del 98% basada en 124 reseñas, con una calificación promedio de 8.6/10. El consenso de los críticos del sitio web dice: «Tan reconfortante como una galleta de mantequilla de un amigo, la segunda temporada de Ted Lasso es un triunfo para sentirse bien, que juega con las fortalezas del programa y le da al resto de personajes más tiempo en el campo». Metacritic dio, a la segunda temporada, una puntuación media ponderada de 85 sobre 100 basada en 35 reseñas, lo que indica «aclamación universal».

### Temporada 3
Para la tercera temporada Rotten Tomatoes reportó una calificación de 91% de «frescura» basado en 96 reseñas, con una calificación promedio de 7.8/10. El consenso de los críticos dice: «La tercera y posiblemente última temporada de Ted Lasso toma tiempo para encontrar su equilibrio, pero los espectadores pacientes, que creen, encontrarán que aprecian al entrenador tanto como siempre». Metacritic por su parte le dio a la tercera temporada un puntaje de 73 sobre 100, basada en 30 reseñas generalmente positivas.